# Ramon Casas y Pere Romeu en un tándem
Ramón Casas y Pere Romeu en un tándem es una pintura al óleo realizada por Ramon Casas en 1897 en Barcelona y que actualmente se encuentra expuesta en el Museo Nacional de Arte de Cataluña en Barcelona.
Esta pintura decoró las paredes de Els Quatre Gats, centro de reunión de los modernistas catalanes regentado por Pere Romeu, desde su inauguración en 1897 hasta 1900. La obra estaba en la pared principal, sobre la larga mesa alrededor de la cual se sentaban Casas y Rusiñol y a su lado toda una serie de jóvenes artistas que iniciaban su carrera y que en pocos años pasarían a ocupar los primeros lugares del arte de Cataluña, como Isidre Nonell, Joaquim Mir, Ricard Canals o Manuel Martínez Hugué, entre otros, o a liderar el cambio que se produciría pocos años después en el arte europeo como Picasso. Para todos ellos esta pintura fue una imagen mucho más familiar que la que en 1900 la substituyó y que representa a los mismos personajes conduciendo un automóvil, ya que en aquel momento se había producido la desbandada de los contertulios jóvenes hacia París. Por lo que parece la sustitución de la pintura con Romeu y Casas en un tándem por la que los representa en un coche se produjo con motivo del cambio de siglo por considerar que el automóvil era un vehículo más propio del siglo XX.